# Kim Ji-yeon
Kim Ji-yeon (în coreeană 김지연; n. 12 martie 1988, Seul, Coreea de Sud) este o scrimeră sud-coreeană specializată pe sabie.
A participat la Jocurile Olimpice de vară din 2012 de la Londra. Favorita numărul cinci, a trecut în semi-finală de dubla campioană olimpică, americana Mariel Zagunis, apoi a învins-o în finala pe rusoaica Sofia Velikaia cu scorul 15–9, cucerind titlul olimpic.

## Legături externe
- Materiale media legate de Kim Ji-yeon la Wikimedia Commons
- en Kim Ji-yeon la Olympedia.org